# Nanpa
Nanpa (ナンパ?), también traducido como Nampa,  es un tipo de acoso popular entre los adolescentes y las personas en sus años veinte y treinta en la cultura japonesa. Cuando las mujeres japonesas persiguen a los hombres de una manera similar a NANPA, se les llama gyakunan (ギャクナン?).

## Etimología
Nanpa se escribía originalmente en kanji como 軟派 (literalmente, "la escuela suave") y tenía un significado diferente: las personas interesadas más en la diversión y la indulgencia, que en las carreras "duras" como la política, la universidad, o el atletismo. En la cultura Japonesa moderna, NANPA la mayoría de las veces se refiere a "la caza de chicas" y hay una fuerte connotación negativa asociada a ella.
La palabra para la caza de novios de la mujer, gyakunan, se deriva de gyaku (逆? , lit. "reversa"), y la primera parte de la palabra NANPA.

## Descripción
El Nanpa es practicado con mayor frecuencia por hombres jóvenes que van desde su adolescencia a mediados de los años veinte. Grupos de "Chicos NANPA" se reúnen alrededor de los lugares ocupados mayoritariamente por tráfico peatonal femenino (puentes, estaciones de metro, centros comerciales, etc.) y abordan a las mujeres en busca de una cita. Los grupos NANPA generalmente usan la alta moda con buenos trajes, zapatos caros y extravagantes estilos de peinados. Debido a su manera de vestir, los chicos nanpa ocasionalmente son confundidos por los extranjeros como los empleados de los Host o clubes Antifitriones, quienes también son vistos hablando con varias mujeres.
Debido al número creciente de participantes Nampa y quejas crecientes, muchas de las regiones japonesas están reaccionando con mayor dureza a los jóvenes, los participantes heterosexuales, hombres. Por ejemplo, muchos lugares donde los jóvenes se reúnen como los juegos se ha colocado señales "No Nanpa", y la policía de las ciudades densamente pobladas han aplicados estas reglas. Esto puede ser una reacción a un miedo creciente en las jóvenes japonesas de secuestro o violación. Shibuya es particularmente estricta en los chicos Nampa a raíz del secuestro de cuatro chicas por un hombre de mediana edad.